# HD 174500
HD 174500，又名CD-4612676，SAO 229343、HR 7097，是一颗恒星，视星等为6.19，位于銀經349.78，銀緯-19.6，其B1900.0坐标为赤經18h 45m 34.2s，赤緯-46° -19.6′ 19″。